# Borgward B 3000
El Borgward B 3000 fue un camión de tamaño mediano fabricado por el fabricante alemán Carl FW Borgward GmbH entre 1941 y 1944 en la fábrica de Bremen-Sebaldsbrück. Después de la Segunda Guerra Mundial, la producción de B 3000 continuó desde julio de 1948 hasta 1950. También estaba disponible una versión con motor eléctrico Borgward BE3000.

## Einheits-Lkw 3 t
Borgward comenzó a construir camiones en 1937, suministrando vehículos de hasta cinco toneladas de carga útil hasta el comienzo de la Segunda Guerra Mundial en 1939, incluido el Borgward G. de 3 toneladas Camión G. W., disponible con motor de gasolina o diésel. 
Un gran contingente de estos camiones fue requisado por la Wehrmacht. Inicialmente, la producción de la gama de camiones regulares continuó. En 1940, se ordenó a los fabricantes de camiones alemanes que redujeran la cantidad de modelos diferentes para centrarse en la producción de camiones 'estándar' simplificados con una carga útil de alrededor de tres toneladas. 
A partir de 1942, comenzó la producción del sucesor. Este nuevo "Einheits-LKW" (camión estándar) era un camión de 3 toneladas con la designación oficial Borgward B 3000 S/O (con un 3.7 litros, 78 hp motor de gasolina) o Borgward B 3000 S/D respectivamente (con un 5 litros, 75 hp motor diésel, ambos con seis cilindros). Para ahorrar materias primas, los camiones se simplificaron aún más con medidas como dejar caer la placa Borgward en forma de diamante en la parrilla o reemplazar la cabina de acero con una cabina de madera estándar ("Einheitsführerhaus").
El B 3000 era un vehículo adecuado, pero el Opel 'Blitz' V 3000 más ligero demostró ser superior. 

## Volumen de producción[2]
| Tipo                                | Años      | Carga útil | Números fabricados |
| ----------------------------------- | --------- | ---------- | ------------------ |
| Borgward L 2000 S, L 2300           | 1937-1942 | 1,500 kg   |                    |
| Borgward Europa V (diésel estándar) | 1938-1940 | 2,500 kg   | 2.400              |
| Borgward Typ 3 t gasolina GW        | 1938-1941 | 3.000 kg   |                    |
| Borgward Tipo 3t diésel GW          | 1938-1941 | 3.000 kg   |                    |
| Borgward B 3000 S                   | 1942-1944 | 3,125 kg   |                    |
| Borgward B 3000 A                   | 1942-1944 | 3,095 kg   |                    |
| Borgward B 3000 D                   | 1948-1950 | 3,400 kg   | 2.900              |
| Borgward 5 t                        | 1938-1939 | 5,000 kg   |                    |
| Borward L 2000 S/L 2300 (bus)       | 1937-1942 |            |                    |

Borgward produjo otros vehículos militares además de camiones, especialmente el Sd.Kfz. 7 media vía, el Sd.Kfz. 251 blindados de media vía y el portador Borgward IV. 
En total, se construyeron alrededor de 30.000 camiones de 3 toneladas hasta que la planta fue destruida por bombardeos aliados en 1944, con trabajo forzado utilizado en 1944. Los planes para reanudar la producción para construir el Opel Blitz en Bremen no se pudieron implementar cuando las tropas británicas conquistaron Bremen en 1945.